# Fragmenta Phytographiae Australiae
Fragmenta phytographiae Australiae (abreviado (Fragm.)) es una serie de artículos escritos para el Gobierno de Victoria por el botánico Ferdinand von Mueller en el que publicó muchas de sus aproximadamente 2000 descripciones de nuevos taxones de plantas australianas. Los documentos fueron publicados en 94 partes entre 1858 y 1882 y publicados en 11 volúmenes. A pesar de que, al parecer, el volumen 12 fue planeado, no fue publicado. Es la única revista científica en Australia, que ha sido completamente escrita en latín.